# 신한민주당
신한민주당(新韓民主黨)은 제5공화국 시기에 존재하였던 정당이다. 약칭은 신민당이다. 당 총재는 이민우였으나, 실질적으로는 김영삼과 김대중 양김이 강한 영향력을 행사하였다.

## 창당 배경
제5공화국 출범 당시에는 민주화 운동을 해온 야당 정치인은 말할 것도 없고, 여당인 공화당 인사들조차 정치활동이 금지된 경우가 많았다. 그나마 남아있던 민주화 인사들이 제1야당인 민한당 소속으로 활동했지만, 민한당은 당시 신군부가 주도하여 만든 관제 야당이었기 때문에 전두환 정권에 대해 비판적이지 못했다.
그러다가 정치활동이 금지되었던 인사들이 1984년 12월 정치활동금지에서 해제되면서, 선명성을 지닌 정통 야당이 되살아나 전두환 정권을 견제해야 한다는 의견이 나오기 시작했고, 마침내 해금 인사들과 일부 민한당을 탈당한 인사들이 신당 창당을 결의, 새로운 야당 신한민주당이 1985년 1월 18일 창당되었다.
당시 김영삼은 옛 신민당 5선 의원 출신의 이민우에게 종로.중구 선거구에 출마할 것을 제의했다. 신당의 원로인 이민우가 정치 1번지인 종로.중구 선거구에 출마해 당선된다면 야당 돌풍의 핵이 될 수 있다는 논리였다. 이민우는 당선 가능성이 없다는 이유로 이 제의를 고사하였으나, 총재직을 제의하는 김영삼의 간곡한 설득에 출마를 결심하고 총재직과 종로.중구 출마를 수락하였다.

## 2.12 총선 돌풍

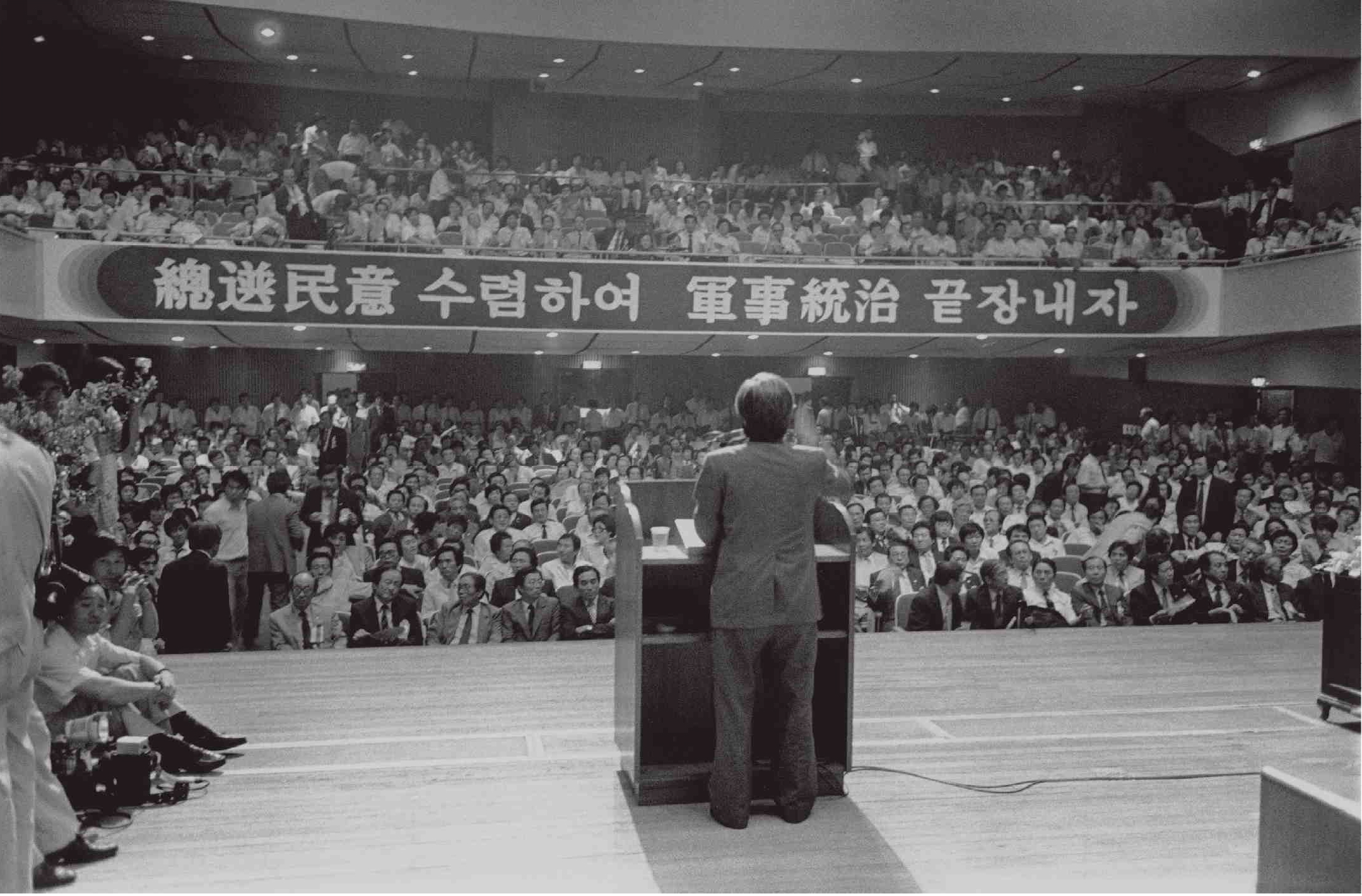
1985년 8월 1일 신한민주당 당대회

당시 대통령 전두환은 12대 총선 투표 날짜를 예년과 달리 겨울인 1985년 2월 12일로 정했다. 이는 신한민주당의 창당 날짜와 최대한 가까운 시기에 총선을 치러서 야당 돌풍을 최소화하기 위한 고육지책이었다. 물론 당시의 선거제도 자체가 여당에게 유리하게 짜여 있어 과반수 의석 확보는 크게 어렵지 않았으나, 명목상의 야당이었던 민한당과 국민당이 밀리고 신한민주당이 제1 야당이 될 경우에는 정국이 어떻게 돌아갈지를 장담할 수 없었기 때문이었다.
당시 안기부의 분석 결과, 신한민주당은 최대한 좋은 여건이 주어진다고 해도 12~13석을 얻는데 그치고 특히 종로.중구 선거구에서는 민정당 이종찬과 민한당 정대철이 각각 1위와 2위로 당선, 신한민주당 총재 이민우는 3위로 낙선할 것으로 예상되어 전두환은 어느 정도 안심하고 있었다. 그러나 제12대 국회의원 총선거 결과는 단순한 이변을 넘어선 '돌풍' 그 자체였다.
창당한 지 불과 한 달도 채 안된 신생 정당 신한민주당이 수도권을 비롯한 대도시 지역에서 압승을 거두는 돌풍을 일으키며 지역구 50석과 전국구 17석을 차지하고, 특히 종로.중구에서 예상을 깨고 이민우가 2위로 당선된 것이다. 당시 여당인 민정당이 과반수 의석을 차지했지만, 지역구에서 제1당이었던 민정당에 전국구 의석중 2/3을 배분한 결과로 사실상 민정당이 패배한 선거였고 전두환이 우려한 대로 신한민주당이 제1 야당으로 급부상하였다. 이에 전두환은 격노하였고 잘못된 선거 분석을 내놓은 노신영 안기부장을 질책한 후 사실상 경질 조처하였다.
한편 이후 민한당에서 이탈한 의원들이 신한민주당에 가세하면서 의석수가 103석으로 늘어났고, 명실상부한 제1 야당으로서 대통령 직선제 개헌을 요구하며 전두환 정권과 격렬하게 대립하였다. 기존의 제1, 제2야당이던 민한당과 국민당 등은 소속 당선자들의 잇따른 탈당으로 12대 국회 개원 당시엔 각각 4석, 17석으로 교섭단체 등록도 할 수 없게 됐다.

## 이민우 구상과 분당 사태, 그리고 몰락
1986년 12월, 신한민주당 총재 이민우는 전두환 정권이 민주화 조치를 먼저 단행할 경우 내각제 개헌을 수용할 수 있다는 이른바 "이민우 구상"을 발표했다. 이에 대해 DJ와 YS를 중심으로 한 대통령 직선제 개헌파가 이민우 구상에 대해 반발하였고, 이철승, 이택돈 등의 내각제 개헌파가 이에 반박하면서 내분이 일어났다.
결국 1987년 4월 양김이 자파 의원 74명을 이끌고 집단 탈당하여 통일민주당을 창당하면서 야당 돌풍의 주인공인 신한민주당은 존립에 큰 타격을 입게 되었다. 이후 1988년 4월 26일에 실시된 제13대 국회의원 총선거에서 이철승 등의 일부 인사들이 분전했으나, 결국 단 한명의 당선자도 내지 못하였고, 정당법에 따라 등록이 취소되었다.

## 역대 총재
| 대수 | 역대 대표 | 직함         | 임기                              | 비고                   |
| ---- | --------- | ------------ | --------------------------------- | ---------------------- |
| 1    | 이민우    | 총재         | 1985년 1월 18일 ~ 1985년 8월 1일  |                        |
| 2    | 이민우    | 총재         | 1985년 8월 1일 ~ 1987년 7월 30일  |                        |
| 3    | 이민우    | 총재         | 1987년 7월 30일 ~ 1987년 11월 6일 | 정계은퇴               |
| 임시 | 이택희    | 총재권한대행 | 1987년 11월 27일 ~ 1988년 1월 5일 | 이민우 은퇴로 권한대행 |
| 임시 | 신도환    | 총재권한대행 | 1988년 1월 5일 ~ 1988년 1월 15일  | 이택희 사퇴로 권한대행 |
| 4    | 신도환    | 총재         | 1988년 1월 15일 ~ 1988년 4월 26일 | 득표미달로 당 해산     |

## 주요 선거 결과

### 국회의원 선거
|  | 27.17% |

|  | 29.3% |

|  | 24.28% |

|  | 0% |

|  | 0.2% |

|  | 0% |

## 역대 전당대회

### 신한민주당 창당대회
1985년 1월 18일 신한민주당 창당대회는 당헌을 채택하고 총재에 이민우 창당준비위원장을 추대한 뒤 직선제 개헌 등의 정강정책을 채택했다.

### 1985년신한민주당 임시 전당대회
| 득표순위 | 이름     | 득표수   | 득표율 | 비고 |
| -------- | -------- | -------- | ------ | ---- |
| 1        | 이민우   | 471      | 56.8%  |      |
| 2        | 김재광   | 354      | 42.7%  |      |
| 총투표수 | 총투표수 | 총투표수 | 829    |      |

1985년 8월 1일 신한민주당 전당대회는 양김의 지원을 받는 민추협계 이민우 총재를 총재로 재선출했다. 비민추협계 단일후보였던 김재광 의원은 43%로 선전했으나 패배하였다. 총재와 부총재 선출이 끝난 후 대회는 김영삼, 김대중 민주화추진협의회 공동의장을 당 고문으로 추대했다.

### 1987년신한민주당 정기 전당대회
1987년 7월 30일 통일민주당 창당과 6월 항쟁의 승리로 위축된 신한민주당은 정기 전당대회를 열고 단일지도체제를 채택한 뒤 이민우 총재를 총재로 재선출하였다.

### 1988년신한민주당 임시 전당대회
1988년 1월 15일 이민우 총재의 정계은퇴로 신임 총재 선출을 위해 열린 신민당 임시 전당대회는 신도환 총재권한대행을 신임 총재로 선출하였다.

## 같이 보기
- 제5공화국
- 대한민국의 민주당계 정당